# Coonamble Airport
Coonamble Airport är en flygplats i Australien. Den ligger i kommunen Coonamble och delstaten New South Wales, i den sydöstra delen av landet, omkring 420 kilometer nordväst om delstatshuvudstaden Sydney. Coonamble Airport ligger 182 meter över havet.
Trakten runt Coonamble Airport är nära nog obefolkad, med mindre än två invånare per kvadratkilometer.. Närmaste större samhälle är Coonamble, nära Coonamble Airport.
Omgivningarna runt Coonamble Airport är i huvudsak ett öppet busklandskap. Genomsnittlig årsnederbörd är 530 millimeter. Den regnigaste månaden är mars, med i genomsnitt 99 mm nederbörd, och den torraste är oktober, med 2 mm nederbörd.